# إرميا تيلمون
إرميا تيلمون (مواليد 25 نوفمبر 2000) هو لاعب كرة سلة أمريكي محترف يلعب حالياً مع فريق شينزين ليوباردز في الرابطة الصينية لكرة السلة (CBA). لعب كرة السلة الجامعية لفريق ميسوري تايجرز التابع لجامعة ميسوري ثم انتقل إلى الاحتراف ولعب في الدوري الصيني الممتاز.

## المسيرة المدرسية
لعب إرميا كرة السلة لمدرسة إيست سانت لويس سينيور هاي سكول في إيست سانت لويس، إلينوي. انتقل بعدها إلى مدرسة لا لوميير في لا بورت، إنديانا لموسمه الجامعي الأول (جونيور)، حيث حقق متوسطاً مميزاً بلغ 13.2 نقطة و8.2 كرة مرتدة لكل مباراة مع أحد أقوى الفرق المدرسية على مستوى البلاد. تعرض لإصابة خلع في كتفه الأيسر خلال المباراة النهائية لبطولة المدارس الثانوية الوطنية وخضع لجراحة.وعاد إرميا إلى مدرسة إيست سانت لويس لموسمه الجامعي الأخير (سينيور)، حيث حقق متوسطاً مثيراً للإعجاب بلغ 15.3 نقطة و11 كرة مرتدة و4 تصديات لكل مباراة، مما أهلّه للاختيار ضمن الفريق الأول لجميع ولاية إلينوي. وكان إرميا قد أبدى التزامه الأول باللعب لجامعة إلينوي، لكنه أعاد فتح باب الاختيار بعد إقالة المدرب جون جروس. اختار في النهاية الانضمام إلى جامعة ميسوري (ميسوري تايجرز)، متجاوزاً عروضاً من جامعتي كانساس ونورث كارولينا المرموقتين.

## المسيرة الجامعية
واجه إرميا عقبة قانونية قبل بداية موسمه الجامعي الأول في ميسوري، حيث اعتقل بسبب حيازة الكحول وهو قاصر (حيازة من قبل قاصر). خلال موسمه الأول (فرشمان)، حقق متوسطاً قدره 8.2 نقطة و4.2 كرة مرتدة لكل مباراة كأساسي في التشكيلة. وفي 18 ديسمبر 2018، سجل إرميا أعلى إنجاز له في الموسم الثاني (صوفومور) بحصده 23 نقطة و10 كرات مرتدة في الفوز 71-56 على زافيير. خلال هذا الموسم، حافظ على متوسط 10.1 نقطة و5.9 كرة مرتدة لكل مباراة.وأعلن إرميا عن تأهله لانتقابات الـNBA لعام 2019 قبل أن يسحب اسمه ويعود للجامعة. في موسمه الثالث (جونيور)، انخفض أداؤه إلى 8.2 نقطة و4.4 كرة مرتدة لكل مباراة، حيث شارك في 17 مباراة فقط بسبب إصابة في القدم. كما أعلن مجدداً عن تأهله لانتقابات 2020 لكنه قرر العودة لميسوري لموسمه الرابع (سينيور). في 30 يناير 2021، قدم أداءً استثنائياً بحصده 33 نقطة و11 كرة مرتدة في الفوز 102-98 بعد وقت إضافي على جامعة تكساس المسيحية. أنهى الموسم بمتوسط 12.4 نقطة، 7.3 كرات مرتدة و1.4 تصدي لكل مباراة، مما أهلّه للاختيار ضمن الفريق الثاني لأفضل لاعبين في مؤتمر SEC.

## المسيرة الاحترافية

### مع فريق لاكلاند ماجيك (2021-2022)
بعد عدم اختياره في درافت الـNBA لعام 2021، انضم إرميا إلى أورلاندو ماجيك لدوري NBA الصيفي. في 7 أكتوبر 2021، وقع عقداً مع أوسيولا ماجيك، لكنه أُفرج عنه بعد خمسة أيام فقط. في 28 أكتوبر، انضم إلى فريق لاكلاند ماجيك التابع للدوري الأميركي للمحترفين التطويري (G League)، حيث قدم أداءً لافتاً في 45 مباراة بمتوسط 9.7 نقطة، 5.1 كرة مرتدة و1.6 تمريرة حاسمة في 20.5 دقيقة لكل مباراة.

### هاميلتون هاني بادجرز (2022)
في 3 مايو 2022، وقع إرميا مع فريق هاميلتون هاني بادجرز الكندي ضمن الدوري الكندي لكرة السلة (CEBL). وفي 14 أغسطس 2022، توج مع الفريق بأول لقب في تاريخه ضمن الدوري الكندي.

### رابتورز 905 (2022-2023)
في 28 ديسمبر 2022، انتقل إرميا إلى فريق رابتورز 905 عبر صفقة انتقال. ثم أعيد التعاقد معه رسمياً في 25 يناير 2023.

### عودة إلى هاني بادجرز (2023)
في 13 أبريل 2023، عاد إرميا للعب ضمن الدوري الكندي مع فريق برامبتون هاني بادجرز (الاسم الجديد لنفس الفرقة بعد نقلها إلى مدينة برامبتون). في 23 يونيو 2023، وقع إرميا مع فريق كاغوشيما ريبنيس الياباني ضمن دوري B.League، لكن العقد أُنهي في 29 سبتمبر 2023 دون مشاركة فعلية.

### جرينزبورو سوورم (2023-2024)
في 29 أكتوبر 2023، وقع إرميا عقداً مع فريق غرينزبورو سوورم التابع لدوري الـG League، حيث أمضى موسمه الخامس في دوري التطوير الأمريكي.

### انتقال إلى الكويت مع القادسية (2024)
في 1 أبريل 2024، انتقل إرميا للعب في دوري كرة السلة الكويتي للدرجة الأولى مع نادي القادسية، في تجربة احترافية جديدة بالشرق الأوسط.

### تجربة قصيرة في الدومينيكان مع متروس دي سانتياغو (2024)
في 19 يونيو 2024، وقع مع فريق متروس دي سانتياغو في الدوري الدومينيكاني لكرة السلة، لكن إقامته كانت قصيرة الأمد.

### الانتقال إلى كوريا الجنوبية (2024)
في 28 يونيو 2024، وقع إرميا مع فريق بوسان كي تي سونيكبوم في الدوري الكوري لكرة السلة، لكنه استُبدل باللاعب جوردان مورغان في 18 نوفمبر 2024 بعد أقل من خمسة أشهر من التعاقد.

## كلية
| السنة   | الفريق       | لعب | بدأ | دقيقة | ميداني% | ثلاثية | حرة  | ارتداد | صنع | استلاب | تصدي | نقطة |
| ------- | ------------ | --- | --- | ----- | ------- | ------ | ---- | ------ | --- | ------ | ---- | ---- |
| 2017–18 | جامعة ميسوري | 33  | 33  | 19.4  | .564    | –      | .526 | 4.2    | .5  | .2     | 1.0  | 8.2  |
| 2018–19 | جامعة ميسوري | 31  | 30  | 24.2  | .545    | .000   | .681 | 5.9    | .6  | .5     | .8   | 10.1 |
| 2019–20 | جامعة ميسوري | 17  | 11  | 19.9  | .589    | .333   | .627 | 4.4    | .6  | .3     | 1.2  | 8.2  |
| 2020–21 | جامعة ميسوري | 24  | 23  | 27.6  | .614    | –      | .526 | 7.3    | .9  | .8     | 1.4  | 12.4 |
| Career  | Career       | 105 | 97  | 22.8  | .574    | .250   | .580 | 5.4    | .6  | .5     | 1.1  | 9.7  |